# 이사와촌 (도쿠시마현)
이사와촌(伊沢村)은 도쿠시마현 아와군에 있던 촌이다. 

## 역사
- 1889년 10월 1일 - 정촌제 시행에 의해 3촌의 구역으로 성립하였다.
- 1955년 3월 31일 - 하야시정, 히사카쓰정과 합병해 아와정이 성립, 동일 이사와촌은 폐지되었다.

## 교통

### 도로
현재는 구촌지역에 도쿠시마 자동차도 아와 휴게소가 위치해 있지만, 당시에는 미개통 상태였다. 

## 참고문헌
- 角川日本地名大辞典 36 徳島県